# دومينيك ناغي
دومينيك ناغي (بالمجرية: Dominik Nagy) (8 مايو عام 1995 في المجر ) هو لاعب كرة قدم مجري في مركز الوسط. شارك مع منتخب المجر تحت 17 سنة لكرة القدم ومنتخب المجر تحت 19 سنة لكرة القدم ومنتخب المجر تحت 21 سنة لكرة القدم. أما مع النوادي، فقد لعب مع ليغيا وارسو ونادي فيرينتسفاروشي وKozármisleny SE ‏ ونادي بيتش ‏.

## وصلات خارجية
- دومينيك ناغي على موقع الاتحاد الأوربي (الإنجليزية)
- دومينيك ناغي على موقع اتحاد المجر (الهنغارية)
- دومينيك ناغي على موقع قاعدة بيانات كرة القدم.إي يو (الإنجليزية)
- دومينيك ناغي على موقع ناشيونال فوتبول تيمز (الإنجليزية)
- دومينيك ناغي على موقع Soccerway.com (الإنجليزية)